# Ferenc Andrássy
Promovaný fyzik Ferenc Andrássy, též František Andrássy (* 3. června 1953 Bratislava) je slovenský politik maďarské národnosti za Stranu maďarské koalice, po sametové revoluci československý poslanec Sněmovny lidu za hnutí Együttélés.

## Biografie
Absolvoval gymnázium v Šamoríně a pak v roce 1977 promoval v oboru fyzika na Univerzitě Komenského. Působil v Dunajské Stredě a potom v Bratislavě, kde se podílel na vývoji jaderné energetiky. Až do roku 1991 pracoval jako vodní inženýr v zemědělství. Mezitím získal další vzdělání na Vysoké škole zemědělské v Nitře.
Ve volbách roku 1992 zasedl do Sněmovny lidu za hnutí Együttélés, které kandidovalo společně s MKDH. Ve Federálním shromáždění setrval do zániku Československa v prosinci 1992.
Od roku 1993 působil jako podnikatel v zemědělství a od roku 2007 byl ředitelem termálních lázní v Dunajské Stredě. Je ženatý, má dvě děti a tři vnoučata. Je členem Strany maďarské koalice. Zasedá v městském zastupitelstvu v Dunajské Stredě. V roce 2012 se uvádí jako pověřený bývalý ředitel termálních lázní v Dunajské Stredě.